# Kathedrale von Cefalù

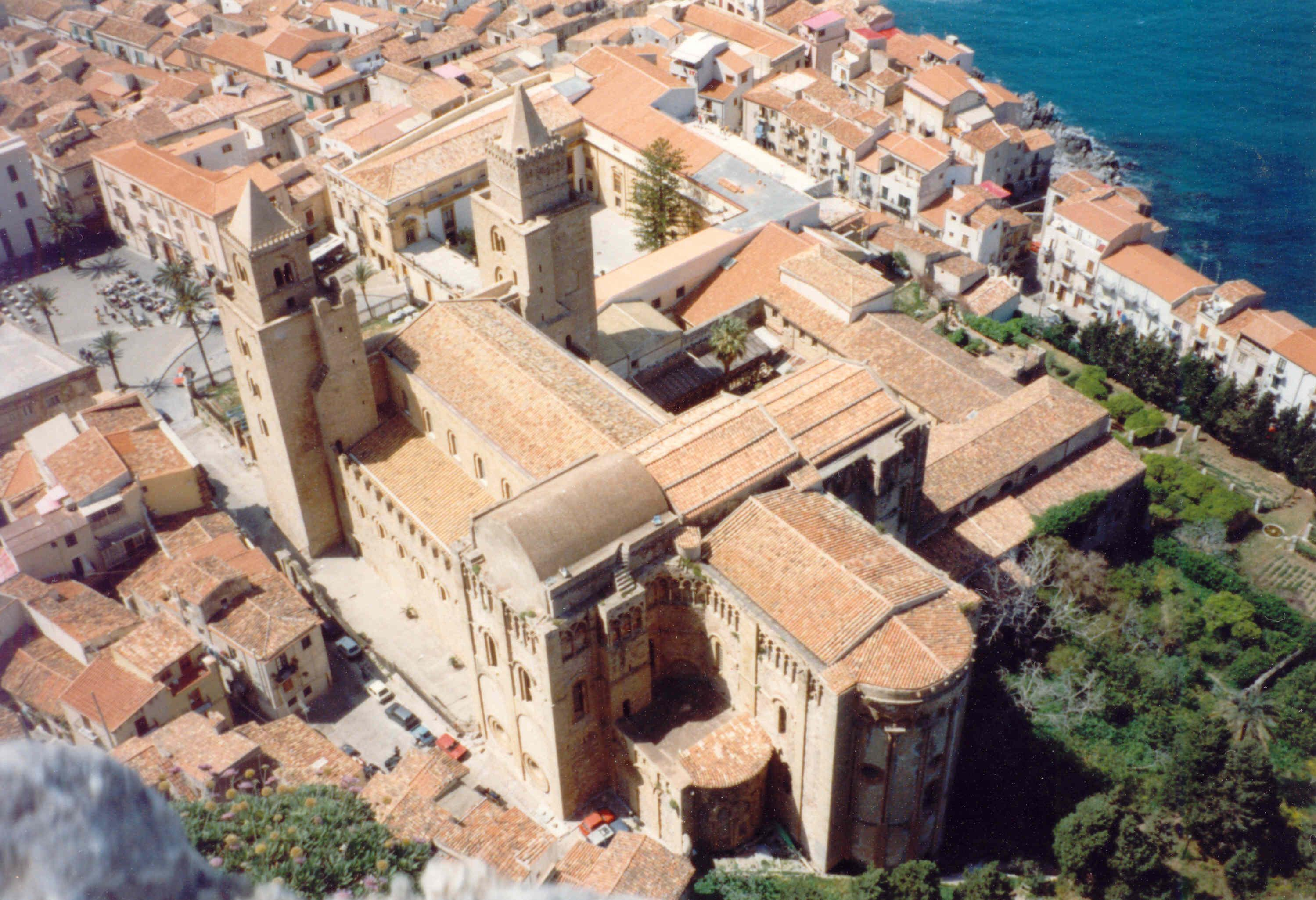
Blick von der Rocca di Cefalù auf Dom und Altstadt

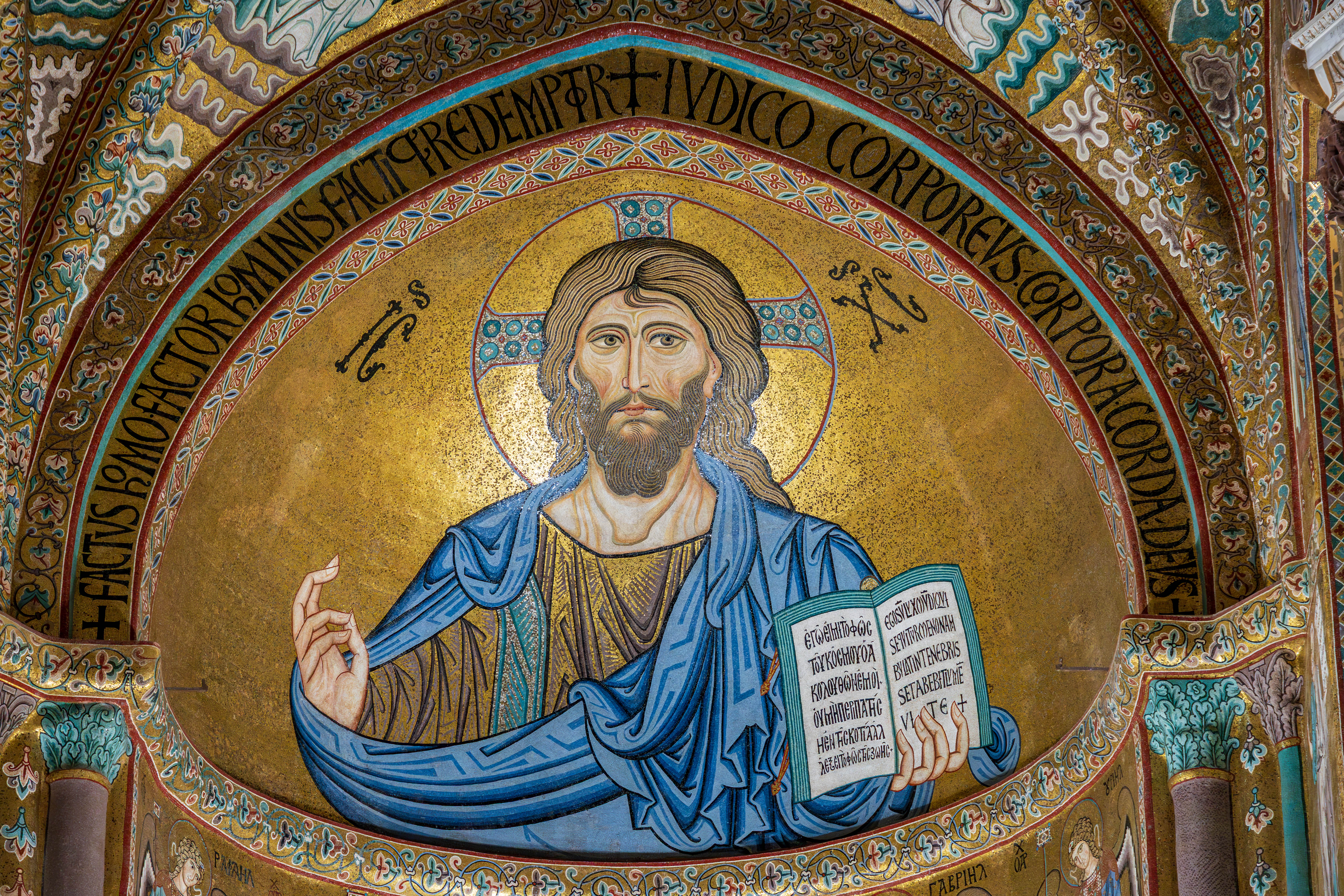
Christus als Pantokrator im Apsismosaik des Doms

Die Kathedrale Santissimo Salvatore in Cefalù ist die Kathedrale des Bistums Cefalù der Römisch-Katholischen Kirche in der Kirchenregion Sizilien. Die Kathedrale hat den Titel einer Basilica minor und liegt an der Piazza Duomo.

## Geschichte
Geplant wurde der Bau des Domes von Roger II. Damit wollte er – der Legende gemäß – Gott Dank erweisen, nachdem sein Schiff 1130 vor der Nordküste Siziliens in einen schweren Sturm geraten war und er sich nach Cefalù retten konnte. Der Dom sollte zu seiner Grabkirche werden. Mit dem Bau wurde 1131 begonnen, die Arbeiten wurden in der Folgezeit jedoch mehrmals unterbrochen. 1240 wurde die Fassade fertiggestellt. Der vorspringende Teil der Fassade stammt aus dem Jahr 1472 und ist ein Werk von Ambrogio da Como. Seit 1932 wird die Kathedrale wieder in den Ursprungszustand versetzt und spätere Ergänzungen entfernt. Zusammen mit dem arabisch-normannischen Palermo und der Kathedrale von Monreale wurde die Kirche 2015 von der UNESCO zum Weltkulturerbe ernannt.

## Das Äußere
Die Kathedrale von Cefalù folgt „in ihrem Grundriß den großen Basiliken benediktinisch-cluniazensischer Provenienz“, zugleich zeigt sie Einflüsse arabischer Architektur. Die Zwillingstürme gehörten bereits zur ursprünglichen Kirche. Im oberen Teil unterscheiden sich die Türme geringfügig, hauptsächlich bei den Fenstern und den Dachspitzen. Die Portikus wurde 1471 errichtet und der eigentlichen Fassade vorgelagert. Er wurde im Stil der katalanischen Spätgotik errichtet. Die ursprünglich vorhandenen Rosettenfenster in der Apsis wurden 1142 zugemauert. Im Inneren sollte eine größere Fläche für Mosaike entstehen.

## Das Innere

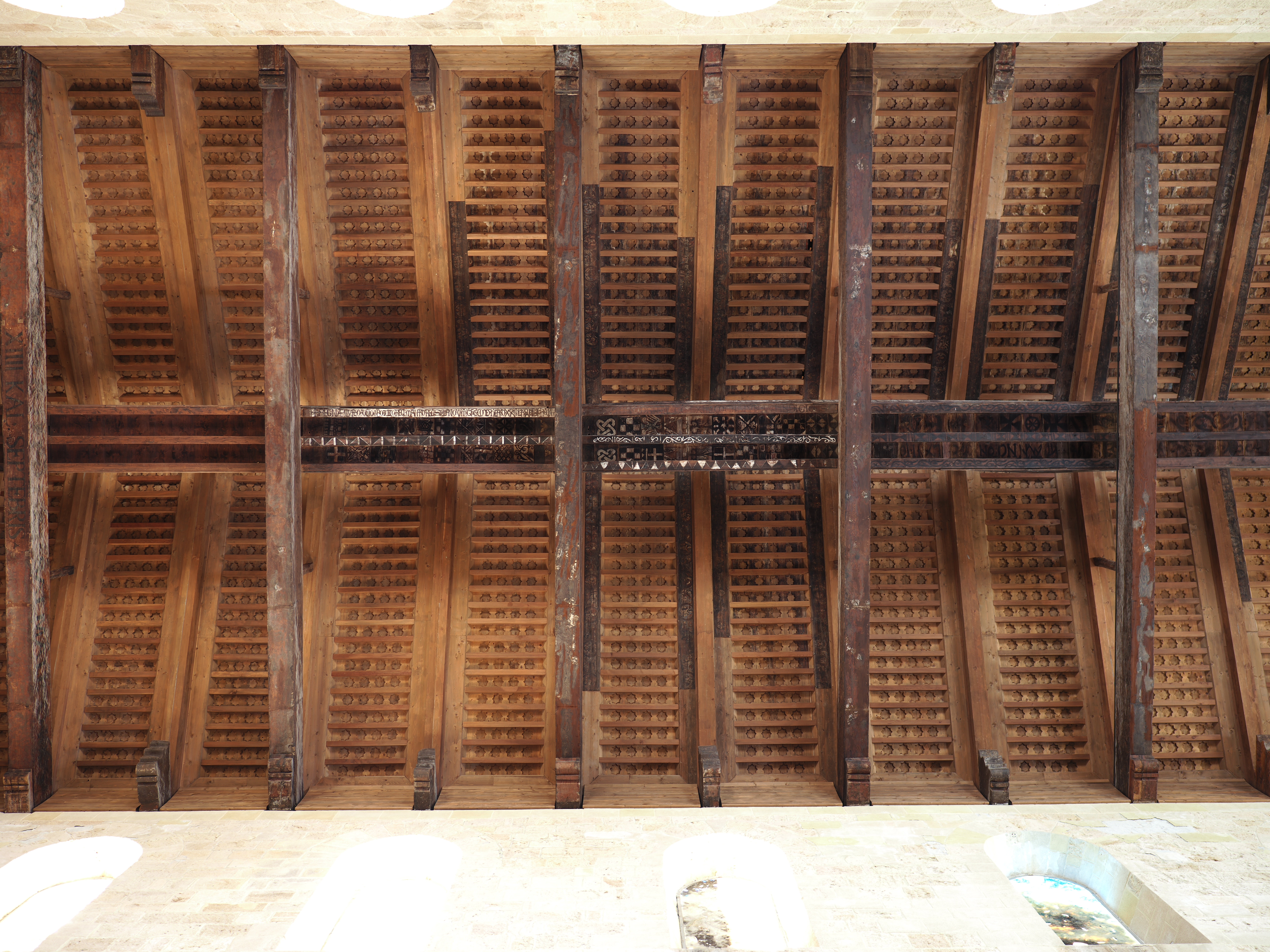
Holzdecke mit Stern-symbolen und Inschriften

Das Innere besteht aus drei Schiffen. Das Taufbecken stammt aus dem Jahr 1588. Es besteht aus Muschelkalk. An der Holzdecke sind noch Reste des Dekors erkennbar.
Die Mosaiken der Apsis wurden 1148 fertiggestellt. Sie werden von der Erscheinung des Christus Pantokrator beherrscht. Daneben gibt es byzantinische Mosaiken. Weiter befinden sich im Dom Grabmäler und Skulpturen, so eine Gottesmutter mit Kind aus dem Jahre 1533 von Antonello Gagini.
Zwischen 1985 und 2002 entwarf Michele Canzoneri 42 Fenster zu biblischen Motiven (Schöpfung, Verklärung Jesu, Ereignisse der Apostelgeschichte, Offenbarung des Johannes, Jüngstes Gericht). „Die Glasfenster von Cefalù gehören wohl zu den besten liturgischen Kunstwerken, die in Italien nach dem Konzil geschaffen worden sind.“